# Gallese, Lazio
Gallese är en stad och kommun i provinsen Viterbo i den italienska regionen Lazio. Utgrävningar har visat att det på denna plats fanns en etruskisk bosättning. Bland sevärdheterna återfinns katedralen Santa Maria Assunta.

## Bilder
| - Santa Maria Assunta. |